# Takanori Nunobe
Takanori Nunobe (født 23. september 1973) er en tidligere japansk fodboldspiller og træner.
Han har spillet for flere forskellige klubber i sin karriere, herunder Vissel Kobe og Cerezo Osaka.
Han har tidligere trænet Kyoto Sanga FC.